# Klaus Gernhuber
Klaus Gernhuber (* 1929 in Königsberg i. Pr.) ist ein deutscher Jazzmusiker (Kontrabass).
Gernhuber spielte in den 1950er Jahren in der Jazz-Combo von Helmut Brandt, mit der er 1955 auch auf dem Deutschen Jazzfestival auftrat; als Brandt 1959 nach Berlin zum RIAS-Tanzorchester wechselte, leitete er die Band weiter. Auch spielte er im Bartrio von Walter Pons (* 1921), mit dem er lange Jahre im Hotel Frankfurter Hof auftrat. Mit beiden Gruppen machte er zwischen 1955 und 1959 sieben Aufnahmen.

## Diskographische Hinweise
- Walter Pons Trio Internationale Barmusik aus der Lipizzaner-Bar Hotel Frankfurter Hof (Philips 1955)
- Hans Koller New Jazz Stars / Helmut Brandt Combo Jazz Wien – Berlin (1956)
- Modern Jazz Studio Nr. 1 (Amiga)
- Helmut Brandt Combo Berlin Calling (Sonorama/Groove Attack, 1956–58 ed. 2013)

## Lexikalische Einträge
- Jürgen Wölfer: Jazz in Deutschland. Das Lexikon. Alle Musiker und Plattenfirmen von 1920 bis heute. Hannibal, Höfen 2008, ISBN 978-3-85445-274-4.